# Methia longipennis
Methia longipennis är en skalbaggsart som beskrevs av Martins och Maria Helena M. Galileo 1997. Methia longipennis ingår i släktet Methia och familjen långhorningar. Inga underarter finns listade i Catalogue of Life.